# Amelanchier arborea
Espèce
Répartition géographique
Amelanchier arborea est une espèce de plantes à fleurs de la famille des Rosaceae, originaire d’Amérique du Nord. 

## Description

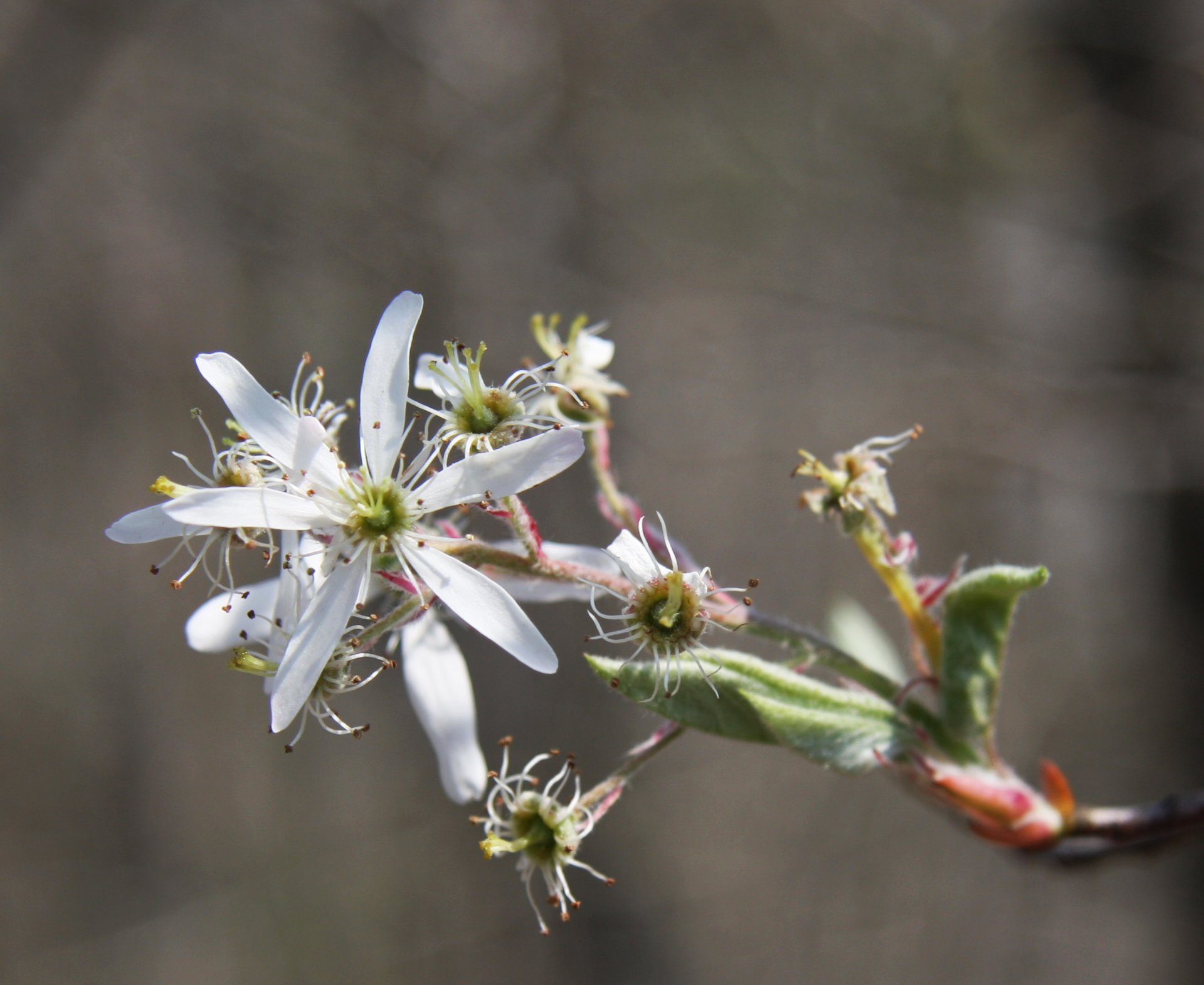
Détail d'une fleur.

### Appareil végétatif
Cet amélanchier est un arbre pouvant atteindre 12 m de hauteur et 20 cm de diamètre. L'écorce grise est lisse lorsqu'elle est jeune mais devient rugueuse avec l'âge. 
Les feuilles, caduques, ont une disposition alterne et sont simples. Elles sont de forme ovale, avec une extrémité pointue, et mesurent de 5 à 9 cm de long. Elles sont bordées de petites dents aiguës et régulières, plus rares voir absentes à proximité du pétiole ; leur nombre moyen est de 25 par côté de la feuille. Les nervures secondaires, généralement droites et parallèles, sont au nombre moyen de 12 paires. Duveteuse quand elles sont jeunes, les feuilles ont tendance à perdre leurs poils avec l'âge et peuvent devenir glabres. 
Les bourgeons, qui mesurent de 8 à 12 mm de long, sont  protégés par 5 écailles et les bourgeons axillaires sont très accolés au rameau qui les porte (comme chez la plupart des amélanchiers). 

### Appareil reproducteur
La floraison a lieu au printemps, tôt dans la saison, juste avant ou pendant l'apparition des feuilles. Les fleurs blanches, bien visibles, apparaissent en grappes denses à l'extrémité de jeunes rameaux. Comme chez toutes les Rosaceae, elles possèdent 5 pétales qui, chez cette espèce, mesurent de 8 à 12 mm. La pollinisation est assurée par les insectes (entomogamie).
Les fruits parviennent à maturité au cours de l'été, fin juillet-début août. Ce sont des piridions qui ressemblent à des baies de 6 à 10 mm de diamètre, portés par un pédoncule d'une longueur d’environ 12 mm et de couleur rouge ou violacée. Ils ne présentent aucun intérêt alimentaire, étant secs et sans saveur. Chaque fruit contient de 5 à 10 graines, dont la germination réclamera des conditions climatiques fraîches et humides.

## Répartition et habitat

Aire de répartition dAmelanchier arborea.

Cette espèce originaire d’Amérique du Nord vit à l'état naturel dans l'est de ce continent, au Canada et aux États-Unis. Il pousse sur terrains drainés, dans des zones boisées.

## Taxinomie et systématique

### Taxinomie
Cette espèce a été décrite scientifiquement pour la première fois en 1812 par le botaniste français François André Michaux, sous le nom Mespilus arborea, dans l'ouvrage Histoire des Arbres Forestiers de l'Amerique Septentrionale. En 1941, le botaniste américain Merritt Lyndon Fernald transfère ce taxon dans le genre Amelanchier, dans la revue Rhodora.

### Liste des sous-espèces et variétés
Selon Catalogue of Life (23 oct. 2012) :
- sous-espèce Amelanchier arborea subsp. grandiflora
- variété Amelanchier arborea var. alabamensis
- variété Amelanchier arborea var. arborea
- variété Amelanchier arborea var. austromontana